# 営業の自由
営業の自由（えいぎょうのじゆう）とは、人が自己の選んだ職業を営む自由であり、経済的自由権の1つ。日本国憲法上、営業の自由を保障する明文は存在しないが、職業選択の自由を保障する憲法22条1項がこれを保障しているとするのが通説である。職業選択の自由を認めても、営業の自由を認めなければ、職業の選択肢が失われるからである。
営業の自由は表現の自由等の精神的自由と違い経済的自由に属する人権であるため、その制約についての違憲基準も緩やかで足りる。また、弊害の除去という消極的目的のためだけでなく、福祉国家の理想の実現という積極的目的のために広く制約されることもある